# کلت وودزمن

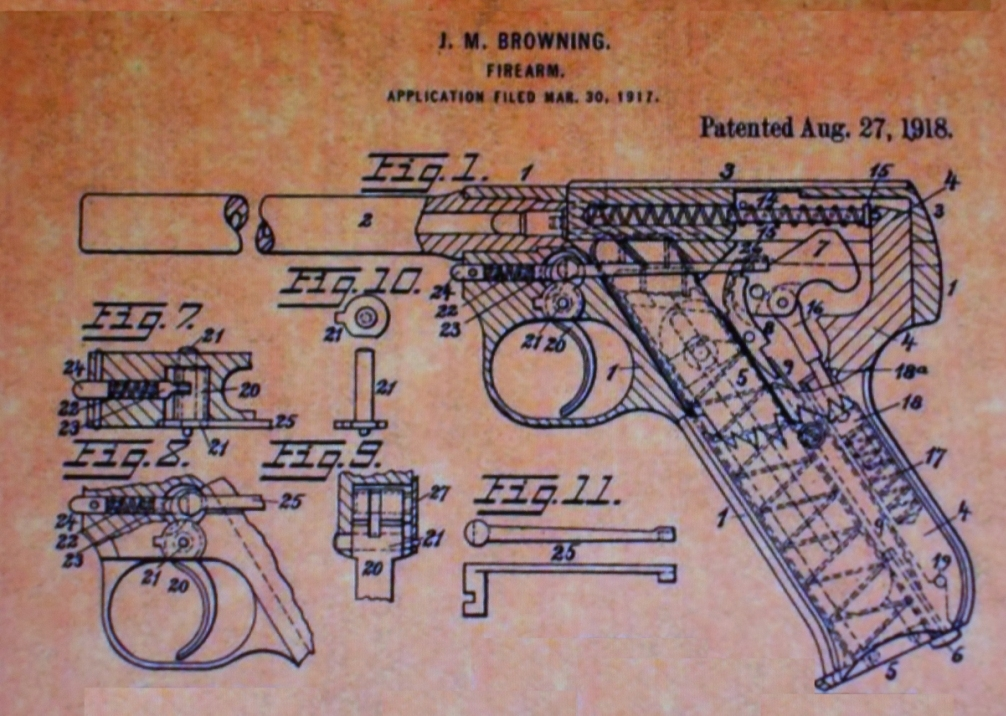
ثبت اختراع براونینگ ۱۹۱۸ از هدفگیری ۰٫۲۲ تپانچه کلت وودزمن

کلت وودزمن یک تپانچه استاندارد نیمه‌خودکار است که توسط شرکت تولیدکننده کلت در ایالات متحده از سال ۱۹۱۵ تا ۱۹۷۷ تولید شد. این تپانچه توسط جان موزس برونینگ طراحی شده است. طراحی قاب در طول زمان در سه سری مجزا: سری اول ۱۹۱۵-۱۹۴۱، سری دوم ۱۹۴۷-۱۹۵۵، و سری سوم که ۱۹۵۵-۱۹۷۷ تغییر کرده است.

## طرح
کلت وودزمن از طرحی از جان موزس برونینگ نشأت گرفت و پیش از معرفی آن در سال ۱۹۱۵ توسط اسلحه‌سازان و طراحان کلت اصلاح شد.
برونینگ وودزمن را با یک لغزش کوتاه، بدون ایمنی گرفتن و بدون چکش توسعه داد. این ویژگی‌ها در طرح های ۱۹۰۳ و ۱۹۱۱ او وجود داشت، اما یک تفنگ دستی که برای هدف در نظر گرفته شده بود به آنها نیاز نداشت.